# Urban Best Practices Area
La Urban Best Practices Area (UBPA), letteralmente "area delle esperienze urbane migliori", è stata una zona della Expo 2010 di Shanghai dove furono esposte le esperienze più significative in ambito urbano. L'area ebbe un'estensione di circa 15 ettari e ospitò 49 progetti, scelti tra proposte di città e regioni di tutto il mondo. Inizialmente si prevedevano solo una trentina di espositori ma, visto l'altissimo numero di richieste, l'organizzazione dell'esposizione decise di ampliare l'offerta espositiva di quest'area.
I progetti prescelti vennero suddivisi in due categorie, a loro volta divise in gruppi più piccoli:
- 15 Progetti Specifici:
  - Edilizia residenziale
  - Edilizia per uffici
  - Edilizia per il tempo libero
  - Altri
- 44 Esperienze:
  - Città vivibili
  - Urbanizzazione sostenibile
  - Protezione e utilizzo del patrimonio storico

## Progetti selezionati
| Progetti specifici | Progetti specifici     | Progetti specifici    |
| Edilizia residenziale | Edilizia residenziale  | Edilizia residenziale |
| --- | ---------------------- | --------------------- |
| Madrid: nuovi orizzonti per l'edilizia pubblica (air tree)                                                                                                | Madrid                 | Spagna                |
| Il porto occidentale con l'area expo Bo01: Tango-box | Malmö                  | Svezia                |
| EcoHousing | Shanghai               | Cina                  |
| BedZED (Sviluppo di energia zenza fossili a Beddington)                                                                                                   | Londra                 | Regno Unito           |
| Edilizia per uffici |                        |                       |
| Water Center | Calgary                | Canada                |
| Progetto per un nuovo edificio sostenibile | Amburgo                | Germania              |
| Milano Blu e Verde - La nuova sede de Il Sole 24 Ore: un esempio di sostenibilità                                                                         | Milano                 | Italia                |
| Bioenergia e costruzioni sostenibile in un contesto urbano                                                                                                | Rodano-Alpi            | Francia               |
| Edilizia per il tempo libero |                        |                       |
| Muro vegetale | Parigi                 | Francia               |
| Ristrutturazione e uso del Monte di Pietà storico Tak Seng On a Macao                                                                                     | Macao                  | Macao                 |
| WaterSkin House | Alsazia                | Francia               |
| La Città delle Tende di Mina: migliore esperienza urbana in condizioni estreme                                                                            | Makka                  | Arabia Saudita        |
| Altri |                        |                       |
| La rinascita della bicicletta | Odense                 | Danimarca             |
| Città di Luce | Alsazia                | Francia               |
| Parco Acquatico Vivente | Chengdu                | Cina                  |
| Esperienze |                        |                       |
| Città vivibili |                        |                       |
| The Exchange - Un esperimento ambientalmente sostenibile in un'esperienza urbana per un clima tropicale                                                   | Brisbane Queensland    | Australia             |
| La cultureconomia di Seul | Seul                   | Corea del Sud         |
| Smart Card, Smart City, Smart Life | Hong Kong              | Hong Kong             |
| Progetto città pulita | San Paolo              | Brasile               |
| Acqua migliore - Migliore vita urbana | Basilea-Ginevra-Zurigo | Svizzera              |
| Il Waterstad | Rotterdam              | Paesi Bassi           |
| Eredità e città vivibile: Vancouver dalla Fiera Internazionale ai Giochi Invernali                                                                        | Vancouver              | Canada                |
| Taipei wireless, l'infinito di Taipei | Taipei                 | Taiwan                |
| Mobilità e connettività nella City | Londra                 | Regno Unito           |
| Guggenheim ++ plus. Progetto di leadership in una strategia urbana                                                                                        | Bilbao                 | Spagna                |
| Creatività e inclusione nella città | Bologna                | Italia                |
| Un fiume, un territorio, un modo di vita | Parigi - Île-de-France | Francia               |
| Le capacità del futuro, oggi - La scuola di innovazione                                                                                                   | Oulu                   | Finlandia             |
| Città dall'ambiente avanzato – La sfida della metropoli d'acqua, Osaka                                                                                    | Osaka                  | Giappone              |
| Iniziative di governo urbano a Ahmedabad | Ahmedabad              | India                 |
| Ciutat Vella, il centro storico di Barcellona | Barcellona             | Spagna                |
| Strategia di sviluppo cittadino di Alessandria | Alessandria d'Egitto   | Egitto                |
| La città modello Huaming | Tientsin               | Cina                  |
| La facciata marina di San Pietroburgo | San Pietroburgo        | Russia                |
| Barriere anti straripamento | Praga                  | Rep. Ceca             |
| La scuola del futuro di Microsoft | Filadelfia             | Stati Uniti           |
| Implementazione di un governo locale solidale: strategie per la promozione dell'inclusione sociale                                                        | Porto Alegre           | Brasile               |
| Il distretto dell'innovazione - Poblemou 22@Barcelona | Barcellona             | Spagna                |
| Gli affari incontrano lo stile di vita - Città vivibile e sviluppo sostenibile come obiettivi strategici e successo della capitale statale Düsseldorf     | Düsseldorf             | Germania              |
| Urbanizzazione sostenibile |                        |                       |
| Complesso ambientale di Saint-Michel (CESM) | Montréal               | Canada                |
| Riciclaggio totale, nessuna discarica, lavorare per la sostenibilità della città                                                                          | Taipei                 | Taiwan                |
| Studi sul controllo delle acque e sullo sfruttamento delle cinque acque con il lago occidentale al centro, per costruire una Hangzou di qualità           | Hangzhou               | Cina                  |
| Il progetto del grande canale | Smirne                 | Turchia               |
| Trasformazione sostenibile della città: rigenerazione urbana della città olimpica di Maroussi                                                             | Maroussi               | Grecia                |
| Dalla conoscenza all'innovazione: soluzione per la mobilità urbana                                                                                        | Brema                  | Germania              |
| Città sostenibile, città del futuro | Chicago                | Stati Uniti           |
| SPICE (Schools Project to Improve the Conservation of Energy) - Progetto scolastico per il miglioramento della conservazione dell'energia                 | Bonn Bukhara           | Germania Uzbekistan   |
| Quartiere Vauban – Un nuovo distretto residenziale per Friburgo                                                                                           | Friburgo               | Germania              |
| Sviluppo urbano sostenibile - Un'iniziativa per la purificazione dell'acqua                                                                               | Canton                 | Cina                  |
| Sviluppo urbano sostenibile in una ex città industriale: la Ecocity di Augustenborg                                                                       | Malmö                  | Svezia                |
| Una rete ambientale ed ecologica per la città | Milano                 | Italia                |
| Sviluppo urbano e sostenibilità ambientale per 10.000 case popolari. La Ecociudad Valdespartera                                                           | Saragozza              | Spagna                |
| La pianificazione del catasto di Mosca come strumento per lo sviluppo urbano                                                                              | Mosca                  | Russia                |
| Protezione e utilizzo del patrimonio storico |                        |                       |
| Un modello integrato per la rinascita delle città storiche                                                                                                | Il Cairo               | Egitto                |
| Protezione e rinnovamento della città vecchia di Suzhou                                                                                                   | Suzhou                 | Cina                  |
| Protezione e utilizzo delle eredità storiche a Liverpool                                                                                                  | Liverpool              | Regno Unito           |
| Protezione e utilizzo delle eredità storiche: migliori esperienze urbane a Venezia. Porto Marghera, Arsenale e aree minori                                | Venezia                | Italia                |
| Raggiungere obiettivi economici e ambientalistici attraverso iniziative di preservazione delle eredità, come dimostrato dal Asia Urbs Programme 2002-2004 | Pondicherry            | India                 |
| Santiago de Compostela: una città storica come modello per il futuro                                                                                      | Santiago di Compostela | Spagna                |